# Ptilotus humilis
Ptilotus humilis är en amarantväxtart som först beskrevs av Christian Gottfried Daniel Nees von Esenbeck, och fick sitt nu gällande namn av Ferdinand von Mueller. Ptilotus humilis ingår i släktet Ptilotus och familjen amarantväxter. Utöver nominatformen finns också underarten P. h. humilis.